# Handschrift 733
Handschrift 733 (voorheen Handschrift 4 C 6) is een vijftiende-eeuws manuscript, vervaardigd door Wermbold van Leiden te Utrecht in 1509. Het is in het Latijn geschreven, maar op twee schutbladen voor in het boek is geschreven in het Middelnederlands. De boekband is in 1961 gerepareerd. Een boekslot mist nog. Tegenwoordig wordt Hs. 733 bewaard in de Universiteitsbibliotheek Utrecht.

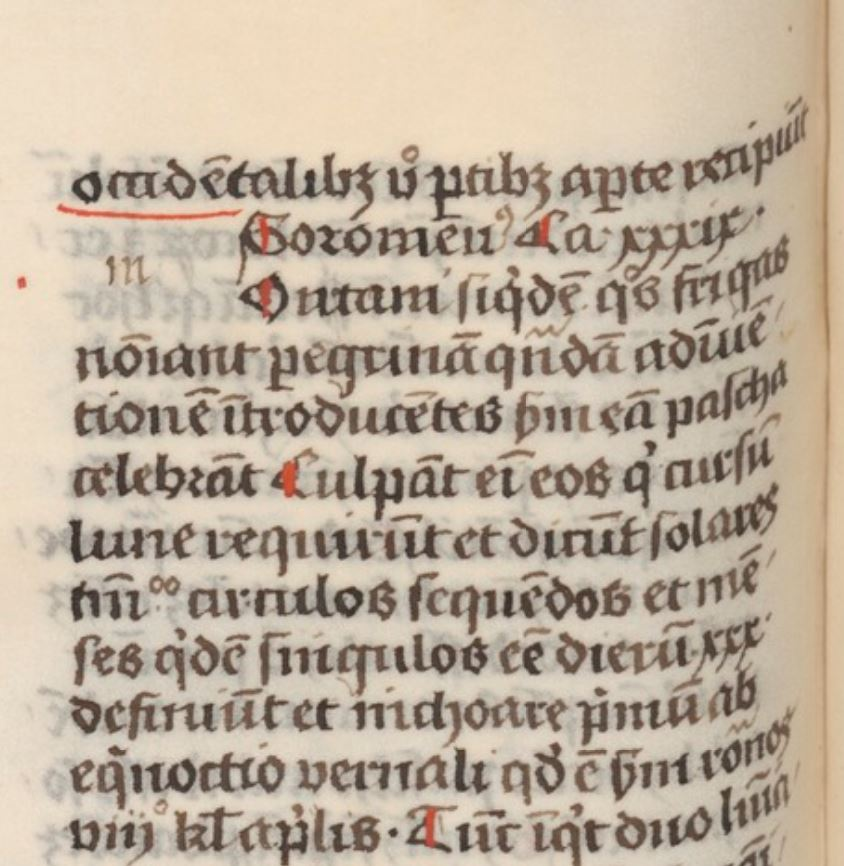
Hs. 733 folio 128 verso. Initiaal is niet gezet.

## Historische context
Het handschrift is vervaardigd in het Kartuizerklooster Nieuwlicht, dat de officiële naam droeg 'De kartuize van het Nieuwe Licht van St.Salvator in Bloemendaal buiten de stad Utrecht'. Dit klooster is in 1391 gesticht door Zweder van Abcoude en in 1395 werd het geïncorporeerd in de kloosterorde der kartuizers.

## Codicologische omschrijving

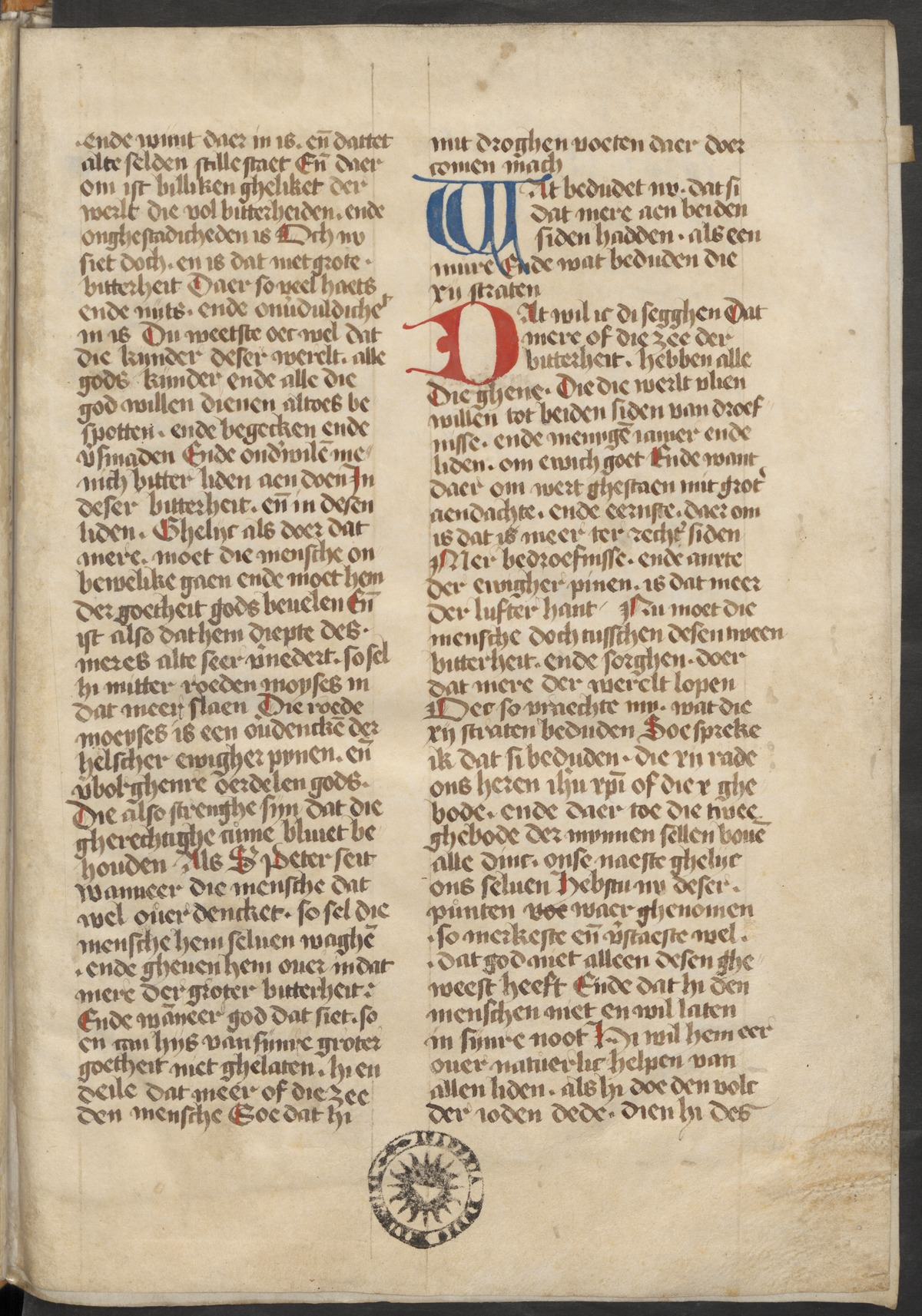
Hs. 733 folio ii recto. Schutblad met Middelnederlandse tekst.

### Samenstelling
Hs. 733 bestaat uit 158 folia van perkament (316 bladzijden). Het handschrift bestaat uit twintig katernen.

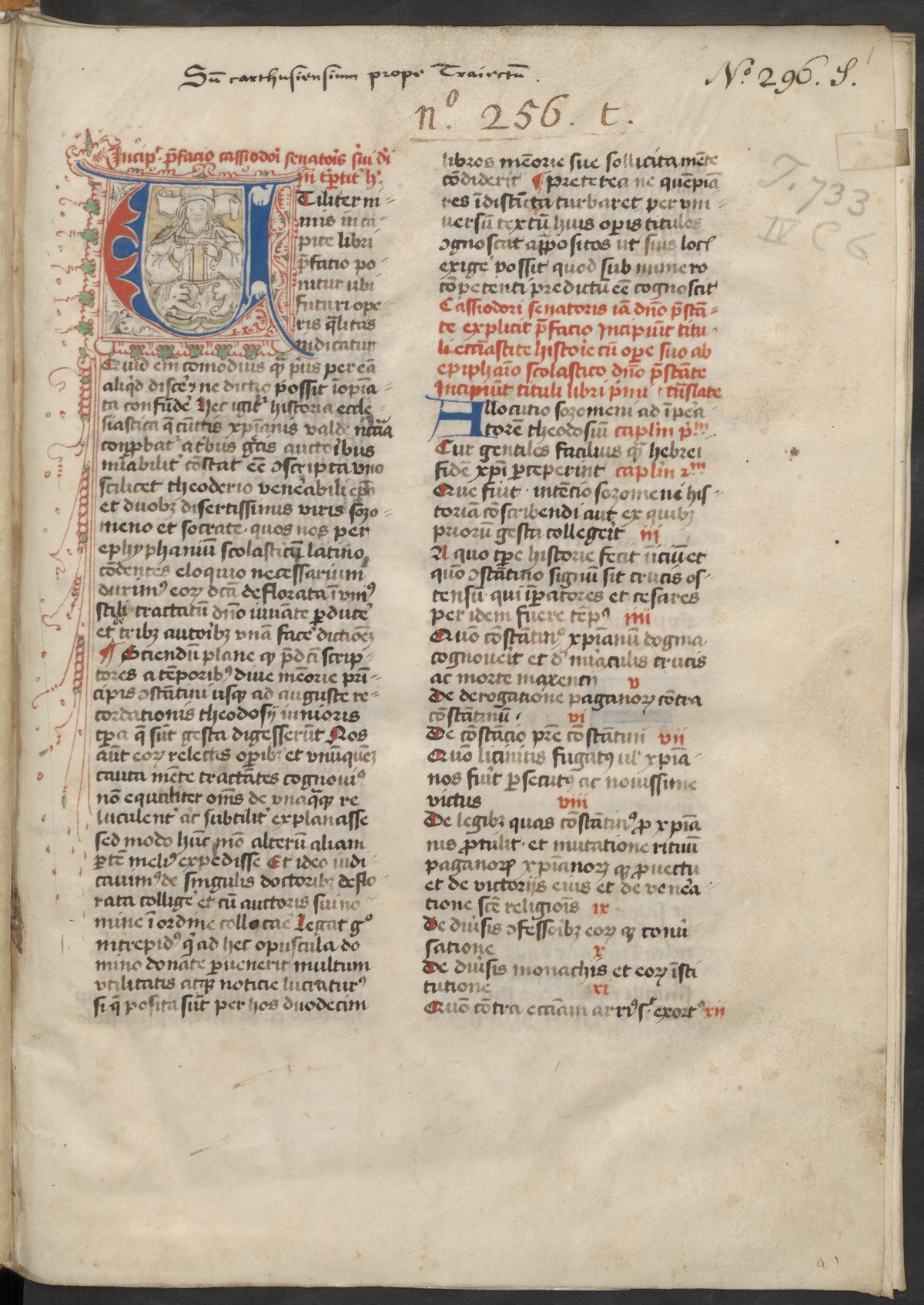
Hs. 733 folio 1 recto. Een gedecoreerde initiaal, randversiering en tekst in rubriek.

### Schrift en versiering
Het handschrift is in een littera hybrida geschreven. De bladspiegel bestaat uit twee kolommen met 39 tot 43 regels. Vooral in het begin van het handschrift is veel in rood geschreven; verderop gebruikt de schrijver voornamelijk rode onderstrepingen, gebruikelijk voor deze periode. Elk begin van een nieuw hoofdstuk begint met een blauwe of rode initiaal. Sommige initialen zijn gedecoreerd. Randversieringen ontspringen uit deze gedecoreerde initialen. De initialen zijn ingekleurd volgens een techniek die doen denken aan grisaille. Deze initialen zijn geschreven in blauw en rood. Ze zijn versierd met rood penwerk. In zowel dit penwerk als de randversieringen is ook de kleur groen gebruikt.

## Teksttraditie
Hs. 733 heeft als titel Historia ecclesiastica tripartita of The Historia Triparita. In werkelijkheid is het een verkorte tekst van de Historia ecclesiastica tripartite. Dit is een tekst die in een kerkhistorische traditie staat. Historia ecclesiastica tripartita is geschreven in de zesde eeuw door Flavius Magnus Aurelius Cassiodorus. Deze schrijver baseerde zijn tekst op drie vijfde-eeuwse, Griekse teksten: de Historia van Theodorus Lector, de geschiedenis van Socrates Scholasticus en de Ecclastische geschiedenis van Sozomenus. Het werk is door de hele middeleeuwen heen veelvuldig gekopieerd. In totaal zijn er 153 handschriften van de Historia ecclesiastica tripartita bekend. Daarvan zijn er zeven afkomstig uit België of Nederland, waaronder Hs. 733. Uit onderzoek blijkt dat Hs. 733 verwant is aan de andere zes handschriften uit deze regio.
Op drie van de 153 andere handschriften na, is Hs. 733 het jongste handschrift van de Historia ecclesiastica tripartita. Tussen 1400 en 1500 was het op het vaste land van West-Europa een populair handschrift, maar in de zestiende eeuw houdt deze populariteit op en wordt de tekst minder gekopieerd door de opkomst van de boekdrukkunst.

### Schutbladen
Vier bladen dienen als schutbladen, namelijk twee voor in het boek en twee achter in het boek. De schutbladen achter in het boek zijn restanten van een kloosterkroniek die bewaard wordt in de Universiteitsbibliotheek Utrecht (Hs.fr.1.5). Op de twee voorste schutbladen staat een Middelnederlandse tekst. Deze schutbladen komen uit hetzelfde handschrift en bevatten uitleg over Bijbelpassages uit respectievelijk Genesis en Exodus. De twee bladen zijn geschreven in een gotische hybrida. Deze Middelnederlandse tekst is uit hetzelfde klooster afkomstig als de Latijnse tekst in het handschrift.